# Trigonectes
Trigonectes – rodzaj ryb karpieńcokształtnych z rodziny strumieniakowatych (Rivulidae).

## Klasyfikacja
Gatunki zaliczane do tego rodzaju:
- Trigonectes aplocheiloides
- Trigonectes balzanii
- Trigonectes macrophthalmus
- Trigonectes rogoaguae
- Trigonectes rubromarginatus
- Trigonectes strigabundus